# MÁV 390
A MÁV 390 sorozatban három különböző eredetű szertartályos keskeny nyomtávú gőzmozdonyt soroltak be.
Két mozdonyt eredetileg a Borzsavölgyi Gazdasági Vasútnak szállította a Maffei mozdonygyár, eredeti pályaszámuk 19, 20 volt. 1920-ban a trianoni békeszerződés Csehszlovákiának ítélte az ország azon részét, ahol szolgáltak, így a mozdonyokat is, ahol a ČSD a ČSD U35.001 és a 002 pályaszámokat adta nekik. Később rövid időre ismét a MÁV-hoz kerültek, ahol visszakapták eredeti pályaszámaikat. A 001 pályaszámú mozdonyt főjavították és átépítették 950 mm nyomtávúra, majd a Debreceni Városi Erdei Vasúton teljesített szolgálatot 1961-es selejtezéséig. A 390.002  pályaszámú gép a második világháború következtében a Szovjetunióba került, további sorsa ismeretlen.
A Henschel gyártmányú mozdony a Bolechów-i Fűrészüzemtől került a MÁV-hoz előbb MAV IV/10417 pályaszámot kapott, majd 390,101-at. Ez szintén a Szovjetunióhoz került a második világháborút követően, további sorsa ismeretlen.
A 390,201 pályaszámú gép eredetileg a Szolyvai Falepárlónál üzemelt és a Borsig gyártotta. A mozdony később a MÁV-hoz került, majd Nyíregyházára, onnan pedig 1962-től a Borsod megyei Húsipari vállalathoz. Innen ismeretlen időpontban eladásra került.